# The Night (Morphine)
The Night è il quinto ed ultimo album in studio del gruppo musicale statunitense Morphine, pubblicato il 1º febbraio 2000 dalla DreamWorks Records.
È stato completato poco prima del luglio 1999, mese in cui il frontman bassista e cantante Mark Sandman ha avuto un infarto ed è morto sul palco durante l'evento Nel Nome del Rock a Palestrina.

## Tracce
Testi e musiche di Mark Sandman.
1. The Night – 4:50
2. So Many Ways – 4:01
3. Souvenir – 4:40
4. Top Floor, Bottom Buzzer – 5:44
5. Like a Mirror – 5:26
6. A Good Woman Is Hard to Find – 4:14
7. Rope on Fire – 5:36
8. I'm Yours, You're Mine – 3:46
9. The Way We Met – 2:59
10. Slow Numbers – 3:58
11. Take Me With You – 4:54

## Formazione
- Mark Sandman - basso a 2 corde, voce, organo, tritar, chitarra, pianoforte
- Dana Colley - sassofono baritono, sassofono tenore, sassofono doppio, triangolo, seconda voce
- Billy Conway - batteria, percussioni
- Jerome Deupree - batteria, percussioni

### Ospiti
- John Medeski - organo traccia 4

## Classifiche
| Classifica (2000) | Posizione massima |
| ----------------- | ----------------- |
| Stati Uniti       | 137               |